# سیل صدساله

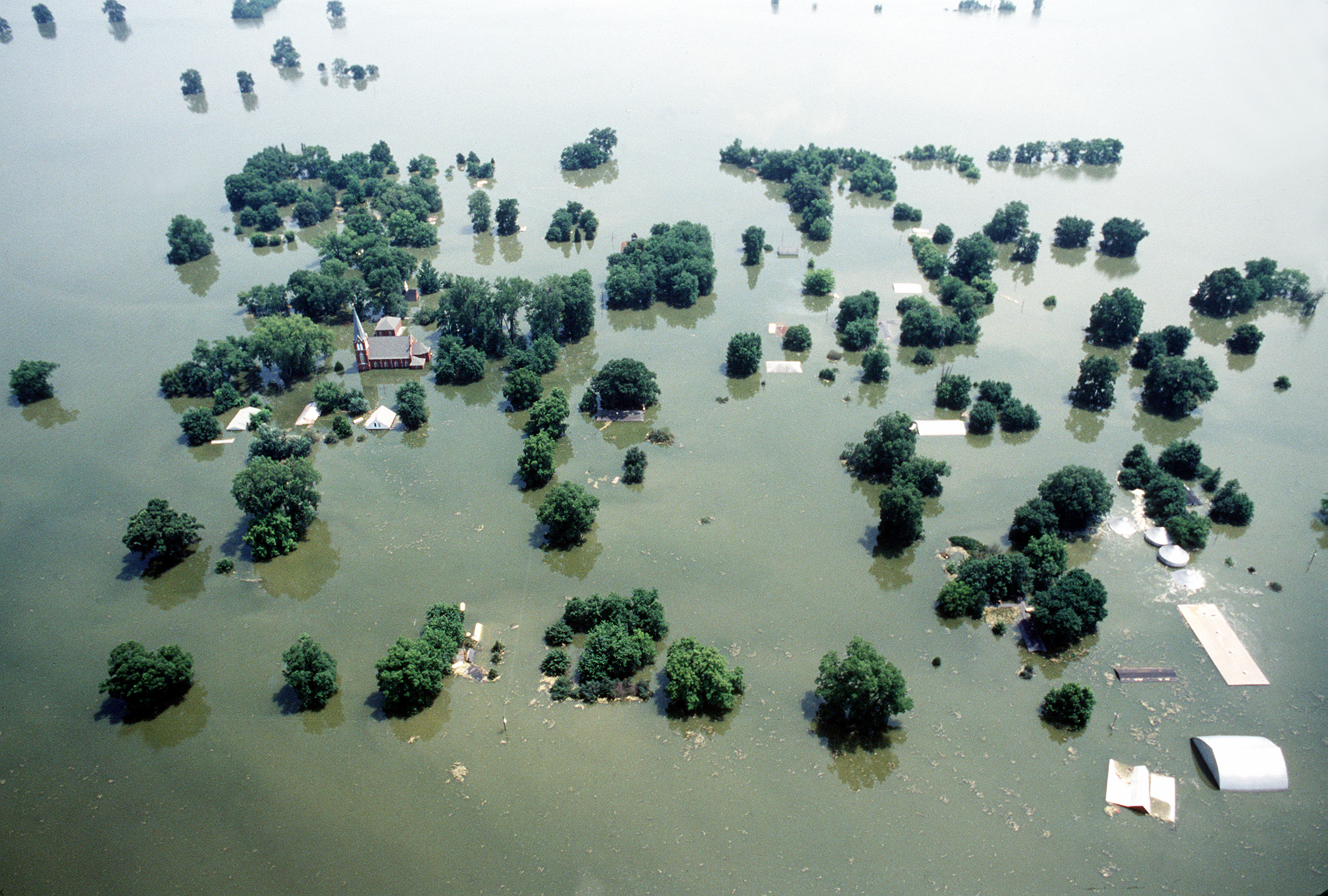
رود میسیسیبی در کاسکاسکیا، الینویز در سیل بزرگ‌سال ۱۹۹۳

سیل صدساله سیلی است که هرساله ۱٪احتمال دارد که رخ دهد. سیل صدساله همچنین به ۱٪سیل که هرساله ممکن رخ دهد، اشاره دارد. سیل صدساله به‌طور کلی به عنوان یک نرخ صدساله بیان شده‌است. بر اساس نرخ جریان ۱۰۰ساله انتظار می‌رود که در یک نهر، رودخانه یا سیستم اب سطحی که انتظار می‌رود. سطح آب سیل می‌تواند به عنوان منطقه طغیان ترسیم شود. دشت سیلابی به دشت‌های سیلابی ۱۰۰ساله اشاره دارد که ممکن است شکل بگیرد و در نتیجه در دادن مجوزهای ساخت و ساز، مقررات زیست‌محیطی و بیمه سیل بسیار اهمیت دارد. برآورد نرخ جریان ۱۰۰ ساله و آمار رودخانه‌های دیگر در ایالات متحده در دسترس است.

## احتمال
یک اشتباه وجود دارد که در طول یک دوره صدساله فقط یکبار سیل‌های صدساله رخ می‌دهد. در حقیقت، احتمال رخ دادن سیل‌های صدساله برای یکبار یا بیشتر در طول یک دوره صدساله برابر ۶۳٫۴٪است. در رودخانه دانوب در باساو، المان، فواصل حقیقی بین سیل‌های صدساله در طول سال ۱۵۰۱ تا ۲۰۱۳ دامنه‌ای بین ۳۷ تا ۱۹۲ سال داشته‌است. احتمال Pe که سیل‌ها یکبار یا بیشتر در یک دوره رخ بدهند، متجاوز خواهد بود از آستانه یک سیل مشخص که بیان می‌شود با استفاده از توزیع دوجمله‌ای مثل:
{\displaystyle P_{e}=1-\left[1-\left({\frac {1}{T}}\right)\right]^{n}}
که در آن، دوره بازگشت آستانه (به عنوان مثال ۱۰۰ساله، ۵۰ساله، ۲۵ساله و غیره) است و N تعداد سال در دوره است. احتمال تجاوز Pe همچنین به عنوان طبیعی، ذاتی، یا خطر شکست هیدرولوژیکی بیان می‌شود. با این حال تعداد سیل‌ها در هر دوره صدساله ۱ انتظار می‌رود.
سیل ۱۰ ساله ۱۰٪شانس دارد که در هر سال رخ دهد: ۵۰۰سال شانس ۰٫۲٪ برای رخ دادن در هر سال دارد و غیره. درصد شانس رخ دادن یک سیل ایکس ساله در هر سال می‌توان با تقسیم ۱۰۰ بر ایکس به دست آید. تجزیه و تحلیل سیل عموماً برای اطلاعات بارش هم بکار می‌رود. فواصل زمانی توفان‌ها به ندرت منطبق و وابسته به سیل است به دلیل زمان و مکان‌های مختلف بارش در حوضه‌های زهکشی مختلف.
رشته نظریه مقدار دورترین نقطه برای سرمشق قرار دادن اتفاقات نادر از جمله سیل‌های صدساله با هدف مهندسی عمران ساخته شده بود. این نطریه برای مقدار حداکثر و حداقل نرخ جریان ثبت شده در رودخانه‌ها عملی است. می‌توان از این روش در مناطق بیابانی که در آن‌ها بارش‌های بی دوام و زود گذر وجود دارد، برای تعیین حداکثر بارش مشاهده شده در طول یک دوره مشخص (۲۴ساعت، ۶ساعت یا ۳ ساعت استفاده کرد). تجزیه و تحلیل مقدار اضافی تنها در صورتی در نظر گرفته می‌شود که اغلب اتفاقات مفرط در یک سال مشخص مشاهده شود؛ بنابراین، بین مقدارزیاد بارش بهاری و طوفان بارانی سنگین در تابستان هر کدام که منجر به باران بیشتر شود باید برای اتفاق بینهایت در نظر گرفته شود در حالی که رویداد کوچک‌تر باید در تجزیه و تحلیل‌ها نادیده گرفته شود (حتی اگر هردو ممکن است استعداد جاری شدن سیل وحشتناکی را داشته باشند)

## احتمال نامعلوم

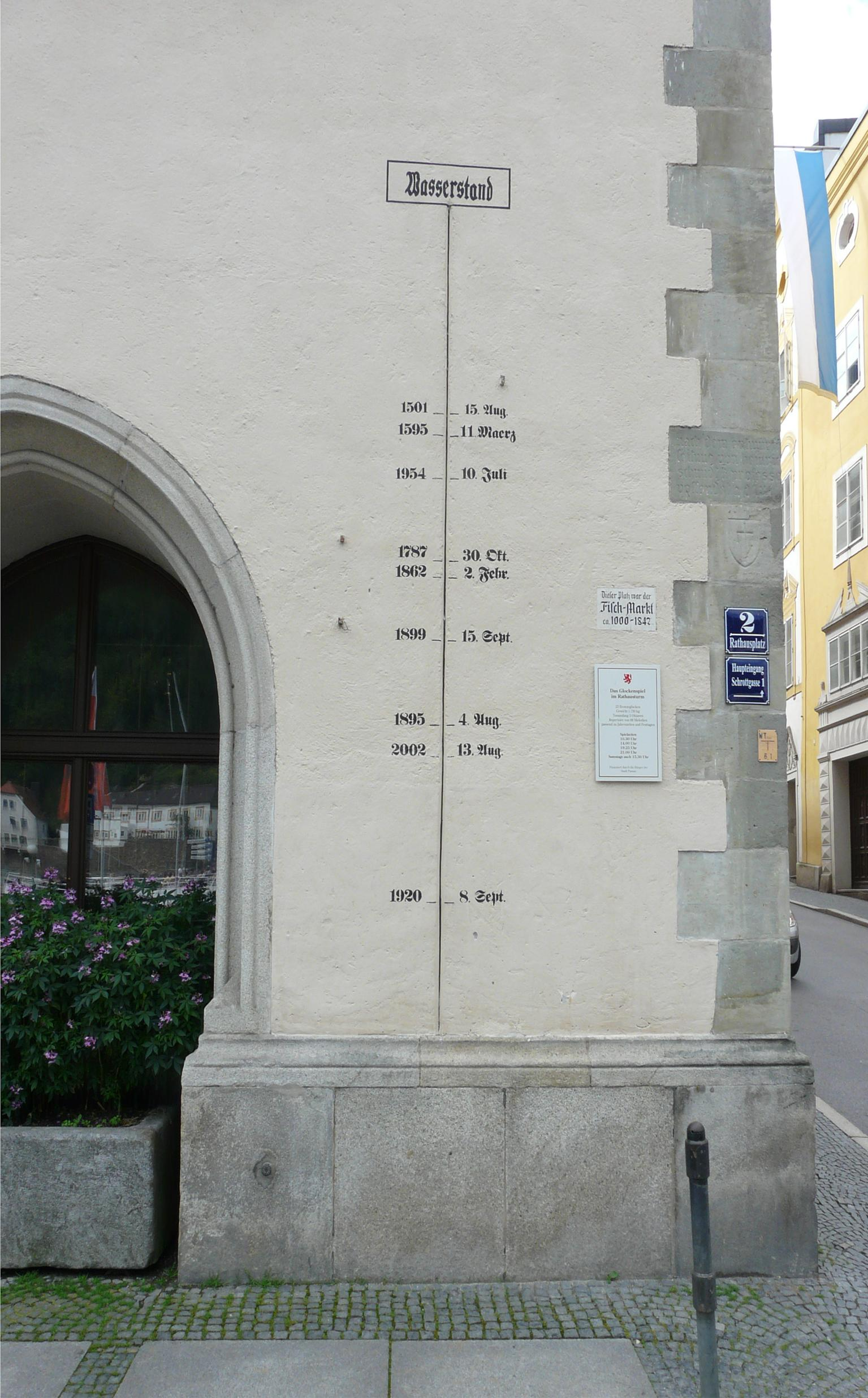
مقیاس طغیان ۱۵۰۱–۲۰۰۲ در باساو، المان، سبتامبر ۲۰۱۲

زمانی که این فرضیات متناقض است تردیدهای زیادی در مقدار نامشخص ان در گزارش‌های وجود دارد که مفهوم سیل ۱۰۰ساله از لحاظ شدت بارش یا عمق سیل در رودخانه چیست؟ زمانی‌که همه ورودی‌ها مشخص است، مقدارهای نامشخص را می‌توان در قالب یک فاصله مطمئن اندازه گرفت. به‌طور مثال ممکن است بگویند ۹۵٪ شانس وجود دارد که سیل ۱۰۰ ساله بیشتر از مقدار X و کمتر از Y باشد.
برآورد تجزیه و تحلیل آماری مستقیم سیل ۱۰۰ ساله تنها در چندجا به‌طور نسبی در جایی که بیشترین تخلیه یک سری سیل‌های سالیانه گزارش شده‌است، ممکن است. در ایالات متحده از سال ۲۰۱۴، مالیات دهندگان با برخی سوابق برای حداقل ۶۰ سال در کمتر از ۲۶۰۰ نقطه وداقل ۹۰سال در کمتر از ۵۰۰ نقطه و برای ۱۲۰ سال در تنها ۱۱ نقطه حمایت شده‌اند. برای مقایسه، مساحت کل کشور در حدود ۳٬۸۰۰٬۰۰۰ مایل مربع (9800000 km2 است) است بنابراین شاید ۳۰۰ جریان در حوضه‌ای به مساحت ۱۰۰۰ مایل مربع (2600 km2) و ۳۰۰۰۰۰ رود حوضه‌ای به مساحت ۱۰مایل (۲۶کیلومتر مربع) را زهکشی کرده‌اند. در مناطق شهری، برآورد سیلاب ۱۰۰ ساله برای حوزه‌ای به کوچکی ۱ مایل مربع (2.6 km2 است) مورد نیاز است. برای محدوده‌ای بدون اطلاعات کاربردی برای تحلیل مستقیم، برآورد سیلاب ۱۰۰ ساله از تجزیه و تحلیل آماری غیر مستقیم از سوابق سیل در نقاط دیگر در یک منطقه مشابه از نظر هیدرولوژیکی یا مدل‌های هیدرولوژیکی دیگر مشتق شده‌است.
سوابق بسیار طولانی‌تر از ارتفاعات سیل در چند نقطه در سراسر جهان، از جمله رود دانوب در پاساو، آلمان وجود دارد، اما آن‌ها باید به دقت برای صحت و کامل قبل از هر گونه تفسیر آماری ارزیابی شود.
برای دسترسی به جریان‌های منحصربفرد، تردیدها در هر تجزیه و تحلیلی می‌تواند بزرگ باشد بنابراین براوردهای سیل‌های صدساله تردیدهای منحصربفرد زیادی را برای اکثر رودخانه‌های در دسترس دارند. برای بزرگ‌ترین سیل ثبت شده در هر مکان خاص، یا هر رویداد به‌طور بالقوه بزرگ، دوره بازگشت همیشه ضعیف شناخته شده‌است. تغییرات مکانی عدم اطمینان بیشتری می‌افزاید، به دلیل اوج سیل مشاهده شده در مکان‌های مختلف در جریان‌های مشابه در طول اتفاقات رایج که فواصل بازگشت متفاوتی را در هر نقطه نشان می‌دهد. اگر یک طوفان شدید قطره‌های باران زیادی را در یک شاخه از رودخانه به وجود آورد که باعث سیل ۱۰۰ ساله شود، موج‌های سیل در بایین رود از اتصال آن‌ها ممکن است تنها بازه‌های زمانی ۱۰ ساله داشته باشد. در مقابل، یک طوفان که تولید یک سیل ۲۵ سال به‌طور هم‌زمان در هر شاخه می‌کند ممکن است یک سیلاب ۱۰۰ ساله پایین دست را تشکیل می‌دهند. در طول زمان جاری شدن سیل، گزارش‌های خبری لزوماً بیشترین خسارت و برآورد بزرگ‌ترین دوره بازگشت در هر مکان ساده را بیان می‌کنند. مردم به راحتی و به درستی می‌توانند نتیجه بگیرند که فواصل بازگشت را به تمام رودهای در دسترس در مناطق سیل‌زده تعمیم دهند.

## فواصل ثبت‌شده بین سیل‌ها
اوج ارتفاعات ۱۴ سیل در اوایل سال ۱۵۰۱ در رودخانه دانوب باساو در آلمان، تغییرپذیری بزرگی را در فواصل حقیقی بین سیل‌ها فاش کرد. سیل‌های بزرگ‌تر از سیل‌های ۵۰ ساله که در فواصل زمانی ۴ تا ۱۹۲ سال از سال ۱۵۰۱ رخ داد و سیل ۵۰ساله سال۲۰۰۲ تنها ۱۱ سال بعد با یک سیل ۵۰۰ ساله رخ داد. تنها نیمی از فواصل زمانی سیل‌های ۵۰ تا ۱۰۰ ساله در ۵۰٪فواصل متوسط سیل‌های اسنی بود. به‌طور مشابه، فواصل بین سیل ۵ ساله در طول ۱۹۵۵–۲۰۰۷ در بازه زمانی از ۵ ماه تا ۱۶ سال و تنها نیمی در ۲٫۵ به ۷٫۵ سال بود.

## اعتدال در استفاده
در آمریکا سیل‌های ۱۰۰ ساله زمینه خطر را برای نرخ‌های بیمه سیل فراهم می‌کند. اطلاعات کامل برنامه بیمه سیل ملی در اینجا در دسترس است. سیل معتدل یا بایه سیل به‌طور روتین بر اساس قوانین علوم بایه مقرر شده‌است که فرایندی را به وجود می‌آورد که فواصل بازگشت متوسط سیل‌های ۱۰۰ ساله را هدف قرار داده‌است. علاوه بر اطلاعات سیل‌ها در تاریخ، فرایند برای مقدارهای معتدل مقرر شده در قبل، اثرات مخزن کنترل سیل و تغییرهای کاربری زمین در حوضه محاسبه شده‌است. اکثر مناطقی که سیل‌های مهم در ایالات متحده در ان منطقه رخ می‌دهد در این روش نشان داده شده‌است. به‌طور متوسط در سراسر کشور، تخمین‌های سیل‌های صدساله بسیار کاربردی هستند برای برنامه بیمه سیل ملی و تخمین‌های عاقلانه‌ای را از خطر سیل در آینده ارائه می‌دهند اگر آینده مثل گذشته باشد.